# Audio88

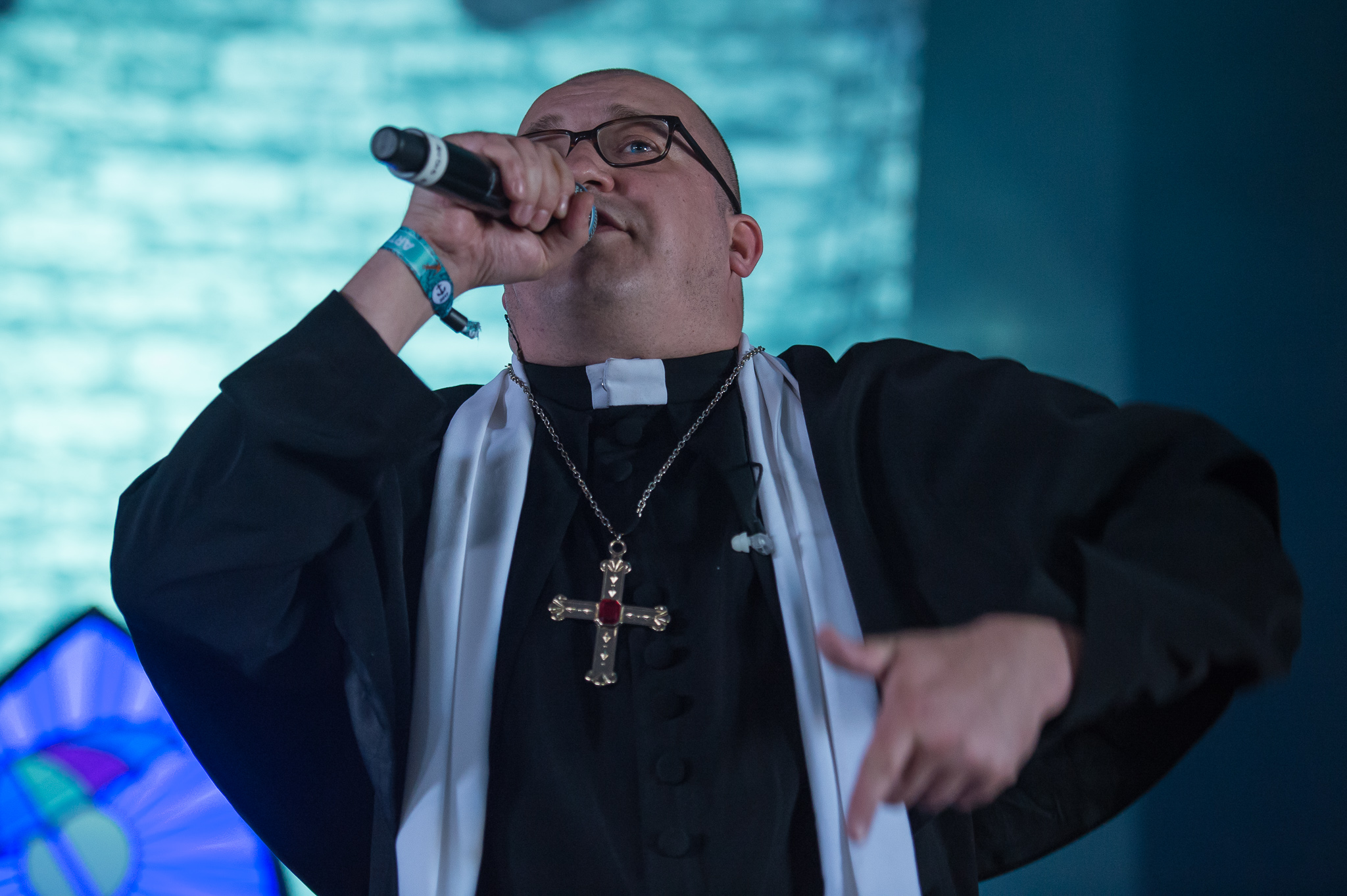
Audio88 (2017)

Audio88 (* 13. Januar 1983 in Leverkusen als Florian Kerntopf) ist ein deutscher Hip-Hop-MC aus Cottbus.Ein weiteres Pseudonym von ihm ist Einervonuns. Er ist Teil des Rap-Duos Audio88 & Yassin.

## Leben
Audio88 wurde in Leverkusen geboren und zog 1992 nach Cottbus, wo er den Großteil seiner Jugend verbrachte. Im Alter von 16 Jahren kam er über Freestyle zu Rap und begann erste Texte zu schreiben. Bekannt wurde Audio88 durch Gastbeiträge im Umfeld von Morlockk Dilemma, Hiob oder Retrogott. Zusammen mit letzterem gründete er das Projekt Audiogott. Seine Rap-Technik zeichnet sich durch häufiges Auslassen konventioneller Reimschemata sowie sarkastische Texte aus.
Audio88 rappt meist über klassische MPC-Produktionen, wie zum Beispiel von Torky Tork, Dexter oder Suff Daddy. Er produziert auch selbst Beats.
Zusammen mit Yassin hat er insgesamt fünf Alben veröffentlicht. Das Album Normaler Samt, eine Anspielung auf Blauer Samt von Torch (und damit indirekt auch Grüner Samt von Marsimoto und Lila Samt von Sookee), erreichte Platz 22 der deutschen Albencharts und stellt damit die erste Chartplatzierung der beiden Rapper dar. Am 17. Juni 2016 erschien das Album Halleluja, welches sich mit Platz 19 ebenfalls in den Charts platzieren konnte.

## Diskografie
Alben
- 2005: Bild und Ton (Eigenproduktion)
- 2007: Wer schweigt, gibt recht (Himalaya Pop)
- 2011: Die Erde ist eine Scheide (Analog Alpha)
- 2014: Der letzte Idiot (HHV.de)
- 2017: Sternzeichen Hass (Normale Musik)
- 2022: Schwerer Verlauf (Normale Musik)
- 2023: Schwererer Verlauf (Normale Musik)
- 2025: Böse Wörter (Normale Musik)

Mit Yassin (als Audio88 & Yassin)
- 2009: Zwei Herrengedeck, bitte (Analog Alpha)
- 2010: Nochmal zwei Herrengedeck, bitte (HHV.de)
- 2010: Das Gleiche wie immer, bitte (Vinyldigital.de)
- 2015: Normaler Samt (Heart Working Class)
- 2016: Halleluja (Normale Musik)
- 2017: Die Herrengedecke (Normale Musik)
- 2021: Todesliste (Normale Musik)
- 2022: Back im Game Vol. 1 (Normale Musik)

Kompilationen
- 2006: Fehlerseuche / Dreizehn Neuinterpretationen (Eigenproduktion)
- 2011: Audio 88 hat Freunde (Download-Album)
- 2012: Resteficken (Postrap)

Kollaboveröffentlichungen
- 2008: Estetik (mit James P. Honey, CD-r, leave.music)
- 2011: Für eine Handvoll Spucke (Downloadalbum, Methlabor)
- 2013: Klub der toten Voyeure (mit Abroo, 12’’, HHV.de)

Singles und EPs
- 2006: Nahaufnahmen (EP, Himalaya Pop)
- 2007: Ein besserer Mensch (EP, Himalaya Pop)
- 2008: Neongrau (Split-EP mit Soda, Analog Alpha)
- 2011: Die Erde ist eine Scheide (HHV.de)
- 2015: Der letzte Idiot (Remix-EP, HHV.de)
- 2017: Sternzeichen Hass (EP, Normale Musik)
- 2017: Selfies (mit Lakmann & Megaloh, Normale Musik)
- 2018: Terrorist (mit Yassin & Sonne Ra, EH Olo)
- 2019: Fleischwolf

Als Wir (mit Ben und Kid Kabul)
- 2007: Über die Einsamkeit des Einzelnen (Himalaya Pop)

Mit Retrogott als Audiogott
- 2009: Bauer sucht Frau/Wer hätte das gedacht? (7’’, Iced Out Pimmel Records, Analog Alpha)

Als Einervonuns
- 2007: Die Ruhe traut sich nur vor dem Sturm nach draußen (CD-r, remasterte Version 2013 als CD über Analog Alpha, Vinyl über Hhv.de)
- 2008: Propaganda (Split-EP mit com.pare)

Mit Die Bestetesten
- 2012: Ein Job für die Bestetesten (7’’, Spoken View)